# Republika 69
Republika 69 – album studyjny industrialnego zespołu Agressiva 69 poświęcony twórczości zespołu  Republika, wydany w listopadzie 2011 roku. Współproducentem i realizatorem muzycznym był Piotr Lekki.

## Lista utworów
1. Kombinat - 3:41
2. Sexy doll - 4:20
3. Przeklinam Cię - 5:16
4. Pornografia* - 3:52
5. Arktyka - 4:32
6. Tak długo czekam (Ciało) - 6:22
7. Biała flaga - 4:15
8. Telefony - 4:27
9. Na barykadach walka trwa - 4:19
10. Moja krew - 4:25

- *Utwór Pornografia nie pojawił się wcześniej na żadnej płycie Republiki.

## Twórcy
- Tomasz Grochola - wokale, loopy
- Jacek Tokarczyk - bass, fortepian, syntezatory
- Filip Mozul - perkusja
- Robert Tuta - syntezatory, programowanie
- Zbigniew Krzywański - fortepian, gitara
- Aleksandra Grochola - chórki
- Michał Kobojek - saksofon

oraz
- Grzegorz Ciechowski - tekst

## Singiel
Przed powstaniem samej płyty w listopadzie 2007 roku został wydany singiel z utworami Republiki - Kombinat/Poranna wiadomość.